# کاروانسرای ایری
کاروانسرای ایری یک کاروانسرای قدیمی مربوط به دوره ایلخانیان است که در روستای ایری علیا در دهستان ارزیل بخش خاروانا شهرستان ورزقان و در ۶۰ کیلومتری شمال تبریز واقع شده‌است. مساحت این کاروانسرا ۱۸۷ مترمربع است. بخش نخست این کاروانسرا در دوره تیموری ساخته شده است و بخش عمده آن متعلق به دوره صفوی است. این بنا دارای معماری سنگ با ملات گل آهک، دو سالن موازی با پوشش سقف گنبدی، سر در ورودی با طاق سنگی و سالن های بازسازی شده دوره صفوی است. این کاروانسرا به شماره ۲۹۵۲۱ در فهرست آثار ملی کشور ثبت شده است.